# Maffiózók
A Maffiózók (eredeti cím: The Sopranos) amerikai tv-sorozat, amelynek David Chase a kitalálója és producere. A sorozatot eredetileg az Egyesült Államokban, az HBO csatornán vetítették 1999. január 10-étől 2007. június 10-éig. A 6 szezon 86 részt foglal magába. Az HBO-premier óta sok más csatornán és több tucat országban került vetítésre. Magyarországon az RTL Klub mutatta be 2002. június 19-én, később a Cool TV is műsorára tűzte. A sorozat New Jerseyben játszódik, és ott is készült. A cselekmény egy maffiózó, Tony Soprano (James Gandolfini) körül zajlik, és a nehézségeiről szól, amelyekkel szembe kell néznie, miközben megpróbálja megtalálni az egyensúlyt a gyakran konfliktusokkal teli családi élete és az általa irányított alvilági szervezet között.
A sorozat hatalmas üzleti és kritikai sikert aratott, így a Maffiózók a televíziózás történetének anyagilag legsikeresebb és a kritikusok által gyakran minden idők egyik legjobbjának tartott tv-sorozata lett. A sorozat híres volt az elsőrendű minőségéről a produkció minden részletében, és különösen az írói munkát valamint a főszereplők játékát szokták méltatni. Többek között azzal szerzett elismerést magának, hogy magasabb szintű művészetet vitt a televíziózásba, és ezzel kikövezte az utat sok, ezt követő sikeres sorozat számára. Számtalan elismerést gyűjtött be, többek közt 21 Emmy- és 5 Golden Globe-díjat nyert.
2013-ban a Maffiózók című szériát választotta minden idők legjobban megírt sorozatának az amerikai forgatókönyvírók céhe (WGA), melynek tagjai az elmúlt hét évtized terméséből – klasszikus sorozatokból, miniszériákból és más alkotásokból – válogatva állították össze a rangsort. Az írók szakszervezetének 101-es listájának az élén végzett itt, és a legjobb tízben olyan sorozatokat előzött meg mint pl. a Cheers vagy a Drót. 
A 21. század amerikai popkultúrájának részeként a Maffiózók sok paródiának, vitának és elemzésnek vált tárgyává, valamint készültek róla könyvek, egy videójáték, elismert filmzenei albumok, és hatalmas mennyiségű kapcsolódó termék.

## Szereplők
| Szereplő                          | Színész               | Magyar hang                  |
| --------------------------------- | --------------------- | ---------------------------- |
| Tony Soprano                      | James Gandolfini      | Kőszegi Ákos                 |
| Dr. Jennifer Melfi                | Lorraine Bracco       | Fehér Anna                   |
| Carmela Soprano                   | Edie Falco            | Szirtes Ági                  |
| Christopher Moltisanti            | Michael Imperioli     | Rajkai Zoltán                |
| Corrado 'Junior' Soprano          | Dominic Chianese      | Kun Vilmos                   |
| Silvio Dante                      | Steven Van Zandt      | Sörös Sándor                 |
| Paulie 'Walnuts' Gualtieri        | Tony Sirico           | Szersén Gyula                |
| Anthony 'A.J.' Soprano, Jr.       | Robert Iler           | Szvetlov Balázs              |
| Meadow Soprano                    | Jamie-Lynn Sigler     | Vadász Bea                   |
| Adriana La Cerva                  | Drea de Matteo        | Majsai-Nyilas Tünde          |
| Janice Soprano                    | Aida Turturro         | Kiss Erika                   |
| Bobby 'Bacala' Baccalieri         | Steven R. Schirripa   | Kerekes József Faragó András |
| Livia Soprano                     | Nancy Marchand        | Mednyánszky Ági              |
| Salvatore 'Big Pussy' Bonpensiero | Vincent Pastore       | Kránitz Lajos                |
| Ralph Cifaretto                   | Joe Pantoliano        | R. Kárpáti Péter             |
| Johnny 'Sack' Sacramoni           | Vincent Curatola      | Láng József                  |
| Phil Leotardo                     | Frank Vincent         | Várkonyi András              |
| Artie Bucco                       | John Ventimiglia      | Jakab Csaba                  |
| Furio Giunta                      | Federico Castelluccio | Haás Vander Péter            |
| Rosalie Aprile                    | Sharon Angela         | Hűvösvölgyi Ildikó           |
| Charmaine Bucco                   | Kathrine Narducci     | Liptai Claudia               |
| Tony Blundetto                    | Steve Buscemi         | Háda János                   |
| Richie Aprile                     | David Proval          | Rajhona Ádám                 |
| Vito Spatafore                    | Joseph R. Gannascoli  | Pálfai Péter                 |
| Pasquale 'Patsy' Parisi           | Dan Grimaldi          |                              |
| Hesh Rabkin                       | Jerry Adler           | Gruber Hugó                  |
| Gabrielle Dante                   | Maureen Van Zandt     | Rátonyi Hajni                |

## A produkció

### Az alapötlet
A Maffiózók megalkotása előtt David Chase már 20 éve dolgozott televíziós forgatókönyvíróként. Számtalan tv-sorozatnál alkalmazták íróként/producerként (többek között a következőkben: Kolchak: The Night Stalker, Rockford nyomoz (The Rockford Files), I'll Fly Away, valamint Miért éppen Alaszka? (Northern Exposure)), és készített egy saját, rövidéletű sorozatot is, az Almost Grown-t, 1988-ban. Még a Maffiózókkal elért sikerei előtt nyert két Emmy-díjat: 1980-ban az Off the Minnesota Strip című TV-film megírásáért, és 1978-ban a Rockford nyomoz (The Rockford Files) produceri munkájáért (a többi producerrel megosztva).
A Maffiózók sztorija eredetileg egy filmhez készült, ami egy terápia alatt álló maffiózóról szólt volna, akinek problémái vannak az anyjával. De a menedzsere, Lloyd Braun hatására Chase úgy döntött, hogy tv-sorozattá alakítja az ötletét. 1995-ben Chase szerződést írt alá a Brillstein-Grey produkciós vállalattal, és megírta az eredeti bevezető epizód forgatókönyvét. Sokat merített a saját életéből és tapasztalataiból, mivel New Jerseyben nőtt fel. Chase azt állította, hogy megpróbálta a saját családjának életvitelét átültetni a maffiózók életébe. Például a főszereplő, Tony Soprano és az édesanyja, Livia közötti viharos viszonyt részben a Chase és édesanyja közötti kapcsolat ihlette. Chase szintén járt terápiára akkoriban, és Dr. Jennifer Melfi karakterét a saját pszichiáteréről mintázta meg. Chase-t gyerekkorától fogva elkápráztatta a maffia, mivel olyan klasszikus gengszterfilmeken nőtt fel, mint például A közellenség (The Public Enemy) vagy az Aki legyőzte Al Caponét (The Untouchables) című krimisorozat, továbbá szemtanúja volt az ilyen emberek felnövésének. A sorozat címét középiskolás barátokról kapta. Chase úgy gondolta, hogy a maffia-téma lehetővé teszi számára, hogy olyan témákat vizsgáljon meg, mint pl. az olasz-amerikai identitás, vagy az erőszak természete. Chase maga is olasz-amerikai: az eredeti családneve DeCesare.
Chase és a Brillstein-Grey producere, Brad Grey számtalan csatornának felkínálta a Maffiózókat; a FOX-ot érdekelte a dolog, de visszaléptek, miután Chase bemutatta nekik a bevezető rész forgatókönyvét. Chase és Grey végül bemutatta a sorozatot az HBO akkori elnökének, Chris Albrechtnek, aki felfedezte benne az eredetiséget és a lehetőséget, és úgy döntött, hogy finanszírozza a bevezető rész forgatását. Albrecht a következőt mondta:

„Azt mondtam magamnak, ez a sorozat egy fickóról szól, aki 40 múlt. Örökölt egy vállalkozást az édesapjától. Megpróbálja azt átvinni a modern időkbe. Vállalja az ezzel járó minden felelősséget. Van egy basáskodó anyja, akitől megpróbál függetlenedni. Annak ellenére, hogy szereti a feleségét, van egy szeretője is. Van két tinédzserkorú gyereke, és meg kell küzdenie az ezzel járó dolgokkal. Aggódik, depressziós, és azért kezdi el a terápiát, mert a saját élete értelmét kutatja. Azt gondoltam: az egyetlen különbség közte és mindenki más között, hogy ő New Jersey Donja.”

A bevezető részt (ami a DVD-n a „The Sopranos” címet kapta, de általában csak „Pilotnak” hívják) 1997-ben forgatták. Chase, aki korábban a Rockford nyomoz (The Rockford Files) és az Almost Grown epizódjait rendezte, ismét beült a rendezői székbe. Miután a bevezető rész elkészült, és bemutatták az HBO elnökségének, a sorozatot egy évre félretették, mielőtt az HBO úgy döntött, hogy elkészíti, és megrendelte az első, 13 részből álló évadot. A sorozat 1999. január 10-én, az HBO-n debütált a bevezető résszel. A Maffiózók volt a második HBO által készített egyórás sorozat. Az első az Oz című börtönsorozat volt.

### Casting
Az általuk megszemélyesített karakterekhez hasonlóan a színészek közül is sokan olasz-amerikaiak. Mivel az olasz-amerikai színészek gyakran szerepelnek maffiatémájú filmekben Hollywoodban, a szereplőgárdából sokan már feltűntek filmekben és televíziós sorozatokban egyaránt, mielőtt csatlakoztak a Maffiózók csapatához. A sorozat huszonhét színésze, többek között Lorraine Bracco, Michael Imperioli és Tony Sirico is szerepelt az 1990-es Nagymenők (Goodfellas) című, Martin Scorsese által rendezett gengszterfilmben, nyolc Maffiózók-szereplő pedig az 1999-es A Keresztapus (Mickey Blue Eyes) című vígjátékban.
A szereplőgárda meghallgatások és olvasópróbák sorozata után került kiválasztásra. A színészek gyakran nem is tudták, hogy az előadásuk tetszett-e Chase-nek vagy sem. Michael Imperioli, aki számtalan színészt legyőzve szerezte meg Christopher Moltisanti szerepét, így nyilatkozott: „Igazi pókerarca van, tehát úgy gondoltam, nem győztem meg, folyamatosan adta az instrukciókat és győzködött, hogy próbáljam újra, ami gyakran annak a jele, hogy valamit nem csinálsz jól. Azt hittem, hogy nem lesz az enyém a szerep. Annyit mondott: »köszönöm«, és én elmentem. Nem számítottam rá, hogy hallok még róla. De mégis hívtak.” James Gandolfinit Tony Soprano szerepére hívták meghallgatásra, miután a castingigazgató Susan Fitzgerald látott egy rövidfilmet az 1993-as Tiszta románc (True Romance) című filmben mutatott játékáról. Lorraine Braccót, aki korábban a Nagymenőkben (Goodfellas) már eljátszotta Karen Hill, a maffiózófeleség szerepét, eredetileg Carmela Soprano szerepének eljátszására kérték fel. Ehelyett azonban Dr. Jennifer Melfi karakterét kapta, mivel valami mást szeretett volna kipróbálni, és úgy érezte, a magasan képzett Dr. Melfi nagyobb kihívást jelent számára. Tony Sirico, akinek a maffiához köthető büntetett előélete van, leszerződött Paulie Walnuts szerepére, azzal a feltétellel, hogy nem lesz „patkány”. Chase meghallgatásra hívta a zenész „Little Steven” Van Zandtot (aki a Bruce Springsteen-féle E Street Band gitárosaként ismert) egy szerepre a sorozatába, mivel látta élőben az 1997-es Rock & Roll Hall of Fame-díjátadón, és lenyűgözte a megjelenése és az egyénisége. Van Zandt, aki korábban sosem színészkedett, úgy fogadta el a felkérést, ha olyan szerepet kap, amelyre nem próbáltak még ki hivatásos színészt. Chase ezért – csak Van Zandt kedvéért – megalkotta Silvio Dante karakterét. Silvio Dante sorozatbéli feleségét Van Zandt felesége játszotta.
Az Oscar-jelöléssel rendelkező Bracco (Nagymenők), Dominic Chianese (A Keresztapa 2, valamint színpadi szereplések) és az Emmy-díjas Nancy Marchand (Lou Grant) személyétől eltekintve az első évad szereposztása teljesen ismeretlen színészekkel volt tele. A sorozat áttörő sikere után sokakra felfigyeltek a színészi játékuk miatt, és teljesítményüket széles körben elismerték. A későbbi évadokban néhány jól ismert színész (Joe Pantoliano, Robert Loggia, Steve Buscemi, Frank Vincent) is csatlakozott a főszereplőgárdához. A visszatérő szerepekben is voltak jól ismert színészek, például Peter Bogdanovich, John Heard, Robert Patrick, Peter Riegert, Annabella Sciorra, illetve David Strathairn. Több jól ismert színész, például Charles S. Dutton, Ken Leung, Ben Kingsley vagy Sydney Pollack egy-egy epizódban kapott szerepet.

### A stáb
Chase a sorozat forgatásának nyolc éve során sorozatfőnökként, executive producerként és vezető forgatókönyvíróként tevékenykedett. Irányító típusú és különleges producerként vált ismertté. Azon túl, hogy évadonként több részt megírt, Chase felügyelte a vágást, értekezett a többi rendezővel, és kiterjedt, ám a stáblistán nem feltüntetett munkát végzett a mások által írt részek átírásával. A Maffiózók mögött dolgozó kreatív csapat több tagját is Chase választotta ki személyesen, néhányan régi barátai vagy kollégái voltak, mások pedig a sorozat producerei által lefolytatott interjúk után kerültek a csapatba.
A sorozat forgatókönyvírói közül sokan dolgoztak már televíziónál a Maffiózók előtt. A Robin Green–Mitchell Burgess író- és házaspár, akik 1999 és 2006 között a sorozat 19 részének voltak szerzői, illetve társszerzői, már dolgoztak Chase-szel a Miért éppen Alaszka? (Northern Exposure) alkalmával. A kétszeres Emmy-díjas író, Terence Winterre, aki a sorozat második évadának során vált a stáb tagjává, és két évig gyakorló jogász volt, mielőtt úgy döntött, hogy forgatókönyvírással kíván foglalkozni, Chase véletlenül figyelt fel. Matthew Weiner, aki sorozat utolsó három évében volt a stáb tagja, 2000-ben írt egy forgatókönyv-ötletet Mad Men címmel (amit végül az AMC készített el 2007-ben). A forgatókönyv eljutott Chase-hez is, akit, miután elolvasta, annyira lenyűgözött, hogy azonnal állást ajánlott Weinernek a Maffiózók írói stábjában. Két, a filmben szereplő színész is írt részeket a sorozathoz: a Christopher Moltisantit játszó Michael Imperioli a sorozat 5 részét jegyzi, amelyek többnyire olasz-amerikai témákról szóltak; az Angie Bonpensierót játszó Toni Kalem pedig az ötödik szezon All Happy Families... című epizódját írta.
A Maffiózók rendezői közül sokan dolgoztak már korábban más sorozatoknál. Sokak független filmstúdióknak is dolgoztak. A sorozatban leggyakrabban dolgozó rendezők Tim Van Patten (20 rész), John Patterson (13 rész), Allen Coulter (12 rész) és Alan Taylor (9 rész) voltak, mindannyian rendelkeztek televíziós tapasztalattal. Visszatérő szereplők, pl. Steve Buscemi és Peter Bogdanovich, szintén dolgoztak rendezőként is a sorozatban. Chase két részt, a bevezető és a befejező epizódot rendezte. Az eredeti operatőr Alik Szaharov volt, később azonban váltották egymást Phil Abrahammel. A sorozat operatőri és rendezői munkája híres a sajátos filmes minőségéről. Ez Chase és Szaharov együttműködésének eredménye: „David azt szerette volna, ha a produkció önmagában is megállja a helyét. […] A bevezető résztől kezdődően leültünk és a megírt jeleneteket snittekre vágtuk. Az ilyesmit filmeknél szokás csinálni.”

### Zene
A Maffiózók híres eklektikus zeneválasztásáról, és tekintélyes kritikai figyelmet kapott egyes régebbi számok hatékony felhasználása miatt. Chase személyesen választotta ki a sorozat minden zenéjét Martin Bruestle producerrel és Kathryn Dayak zenei szerkesztővel közösen, néha Steven Van Zandt véleményét is kikérve. A zenét általában azután választották ki, amikor a rész felvétele és vágása már készen volt, de előfordult az is, hogy előre kiválasztott zenékhez vettek fel jeleneteket.
A sorozat főcímdala a brit Alabama 3 együttes által írt és előadott Woke Up This Morning (The Chosen One Remix). Az epizódok végén néhány kivételtől eltekintve mindig más szám szólalt meg. Sok zeneszám többször is megismétlődik egy részen belül. Ilyen például a Living on a Thin Line a The Knickstől a harmadik évad University című részében vagy a Glad Tidings Van Morrisontól az ötödik évad befejező részében (All Due Respect). Más számok pedig a sorozat folyamán többször is elhangzanak különböző epizódokban. Erre egy példa a Con te partirò, az olasz énekes Andrea Bocelli előadásában, amely tulajdonképpen Carmela Soprano karakterének zenei motívumaként szolgál. Miközben a sorozat rengeteg korábbi számot használ fel, az eredeti filmzene hiányáról is ismert, más sorozatokhoz hasonlítva.
Két filmzenei album is megjelent, amely a sorozatban szereplő számokat tartalmazza. Az első, amely a The Sopranos: Music from the HBO Original Series címet viseli, 1999-ben jelent meg. Az első két szezonban hallható zenékből tartalmaz válogatást, és 54. helyet ért el az USA Billboard 200-as listáján. A második filmzenei válogatás, a The Sopranos: Peppers & Eggs: Music from the HBO Original Series, 2001-ben jelent meg. A kétlemezes album az első három évad zenéiből válogat, és filmes párbeszédeket is tartalmaz. 38. helyezést ért el a Billboard 200-as listáján.

### Díszletek és helyszínek
A külső felvételek többségét New Jerseyben vették fel, míg a belső felvételek – a Soprano-rezidenciában, a Bada Bing! sztriptízbár hátsó irodájában és a Dr. Melfi rendelőjében játszódó jelenetek nagy részét is beleértve – pedig a Silvercup Studiosnál készültek Long Island Cityben, Queensben és New York Cityben.
A hentesüzlet, ami a maffiózók közkedvelt gyülekezőhelye a sorozatban, a bevezető részben Centanni’s Meat Market néven vált ismertté, egy tényleges hentesbolt Elizabethben, New Jersey államban. Miután az HBO megvette a sorozatot, a producerek kibéreltek egy üzlethelyiséggel rendelkező épületet Kearnyben (szintén New Jersey állam). A produkció többi részében ez az épület szolgált a hentesbolt külső és belső jeleneteinek forgatási helyszíneként, immár Satriale’s néven. A sorozat befejeztével az épületet lebontották. A Bada Bing!, a sorozatban Silvio Dante karaktere által vezetett sztriptízbár egy valódi go-go klub a 17-es út mellett Lodiban (New Jersey állam). A külső és a belső jelenetek is a helyszínen készültek (a hátsó irodai szobát kivéve). A klub neve Satin Dolls, és a sorozat kezdete előtt működő klub volt. Majd a forgatás nyolc éve alatt is tovább működött, és azóta is fennáll. Ezért aztán egy üzleti megegyezést kellett kötni a tulajdonossal. A helyszínmenedzser Mark Kamine úgy emlékszik vissza, hogy a tulaj nagyon megértő volt, amíg a forgatás nem zavarta a klub nyitva tartását. A Soprano-rezidencia minden külső és néhány belső jelenete is egy magánbirtokon készült North Caldwellben, New Jersey államban.

### A főcím
A Maffiózók egyik jellegzetes része a sorozat főcíme. Tony Sopranót láthatjuk benne, ahogy kocsijával előbukkan a Lincoln-alagútból, majd felhajt a New Jersey-i autópályára (New Jersey Turnpike). Közben Newark és Elizabeth számtalan nevezetessége kerül bemutatásra. Az út végén Tony felhajt a kertvárosi házának kocsibeállójára. Chase elmondása szerint a főcím célja az volt, hogy bemutassa: ez a maffiasorozat New Jerseyről szól, a legtöbb hasonló témájú sorozattal ellentétben, amelyek általában New Yorkban játszódnak.
Az első három szezonban, miközben Tony az alagúttól az autópálya felé tart, a Világkereskedelmi Központ (World Trade Center) ikertornyai is láthatók a jobb oldali visszapillantó tükörben. A 2001. szeptember 11-ei terrortámadás után ezt a részt természetesen kivágták a főcímből, így a negyedik szezontól kezdődően a nézők már nem láthatták.

## A karakterek
A lobbanékony és szenvedélyes Anthony „Tony” Soprano (James Gandolfini) a New Jersey-i székhelyű DiMeo bűnszervezet tulajdonképpeni főnöke, és egyúttal a Soprano család feje is. Tony depressziós, és több pánikrohamot is kap az „üzleti” ügyei, az elfojtott érzelmei és a nehéz gyermekkora okozta stressztől. Dr. Jennifer Melfi (Lorraine Bracco) kezelésétől várja a gyógyulást. Tony életét tovább bonyolítja a feleségével, Carmela Sopranóval (Edie Falco) és gyerekeivel, Meadow-val (Jamie-Lynn Sigler) és Anthony Juniorral (Robert Iler) fennálló, feszült kapcsolata is.
A sorozatban megismerhetjük Tony tágabb értelemben vett családját is, az édesanyját, Liviát (Nancy Marchand); a nővérét, Janice-t (Aida Turturro); a nagybátyját, Corrado „Junior” Sopranót (Dominic Chianese), aki papíron a család „vállalkozás” főnöke (bár valójában már félig visszavonult, egészen addig, amíg egészségügyi okok miatt teljesen ki nem marad az üzletből); az unokatestvérét, Tony Blundettót (Steve Buscemi); valamint az unokaöccsét (valójában a felesége unokaöccsét), Christopher Moltisantit (Michael Imperioli) is. Livia és Janice mindketten alattomos manipulátorok, akiknek megvannak a saját érzelmi gondjai. Tony nagybátyja, Junior is tagja az alvilági szervezetnek, és a családjukat szoros kötelékek fűzik az alvilági törekvésekhez. Tony unokatestvére, Tony Blundetto és unokaöccse, Christopher is tagjai Tony „másik” családjának, és a cselekedeteik további konfliktusforrást jelentenek. Christopher drog- és alkoholproblémákkal küzd és elismerésre vágyik, miközben Tony Blundetto jó útra szeretne térni, de a múltja nem tiszta.
Tony legfontosabb embere a DiMeo bűnszervezeten belül Silvio Dante (Steven Van Zandt), Paul „Paulie Walnuts” Gualtieri (Tony Sirico) és Salvatore „Big Pussy” Bonpensiero (Vincent Pastore). Silvio Tony tanácsadója és legjobb barátja. Paulie és Big Pussy veterán harcosok és közeli szövetségesek, akik már Tony apjának is dolgoztak; Paulie hamarosan kapitány, majd végül Tony helyettese lesz. Tony szervezetének tagja még Patsy Parisi (Dan Grimaldi) és Furio Giunta (Federico Castelluccio). Patsy egy csendes katona, aki a számokhoz is ért. Furio pedig egy Olaszországból származó erőember, aki Tony testőreként funkcionál.
További említésre méltó karakterek a DiMeo családból Bobby „Bacala” Baccalieri (Steven R. Schirripa), Richie Aprile (David Proval), Ralph Cifaretto (Joe Pantoliano), Eugene Pontecorvo (Robert Funaro) és Vito Spatafore (Joseph R. Gannascoli). Bobby Junior segéde, akivel Tony kezdetben ellenséges, de később a család belső köreibe fogadja. Cifaretto okos, ambiciózus és jó pénzkereső, de arroganciája, ellenszenves viselkedése, tiszteletlensége és túlzott erőszakossága miatt Tony neheztel rá. Richie Aprile a második szezonban szabadul a börtönből, és hamarosan felkavarja az állóvizet a szervezeten belül. Pontecorvo egy fiatal katona, aki Christopher mellett csinál karriert. Spatafore egészen az Aprile-csapat legjobb keresőjévé küzdi fel magát a szamárlétrán, de a magánélete sötét titkokat rejt.
A Soprano család barátai Herman „Hesh” Rabkin (Jerry Adler), Adriana La Cerva (Drea de Matteo), Rosalie Aprile (Sharon Angela), Angie Bonpensiero (Toni Kalem), valamint Artie (John Ventimiglia) és Charmaine Bucco (Kathrine Narducci). Hesh Tony tanácsadója és barátja, és már Tony apjánál is ez volt a feladata. Adriana több éve Christopher barátnője, viharos a kapcsolatuk. Rosalie az előző DiMeo-vezér özvegye és Carmela jó barátja. Angie Salvatore Bonpensiero felesége, aki később saját üzletet indít. Artie és Charmaine iskolás koruktól a Soprano család barátai és a népszerű étterem, a Vesuvio tulajdonosai. Charmaine azt kívánja, hogy alvilági ügyei miatt bárcsak ne lenne kapcsolata Tonyval és csapatával, és gyakran kitartónak kell lennie, mivel Artie – a törvénytisztelő és becsületesen dolgozó férfi – felveszi Tony életmódját.
John „Johnny Sack” Sacramoni (Vincent Curatola), Phil Leotardo (Frank Vincent) és „Little” Carmine Lupertazzi, Jr. (Ray Abruzzo) lényeges karakterek a New Yorkban működő Lupertazzi családból, amely üzleti ügyei nagy részét a Soprano családdal bonyolítja. Bár a Lupertazzik és a DiMeók érdekei gyakran különböznek, Tony mégis szívélyes üzleti kapcsolatot ápol Johnny Sackkel, szem előtt tartva mindkét család érdekeit. A második embere, majd végül utóda, Phil Leotardo kevésbé barátságos és Tony számára üzleti szempontból keményebb dió. Little Carmine a család előző főnökének fia, aki a többiekkel szemben harcol a hatalomért.

## A cselekmény röviden
|  | Alább a cselekmény részletei következnek! |

### Első évad
A sorozat azzal kezdődik, hogy Tony Soprano elájul egy pánikrohamot követően. Ez arra sarkallja őt, hogy terápiára kezdjen járni Dr. Jennifer Melfihez. Majd fokozatosan megismerjük a történetet: Tony neveltetésének részleteit, amiből egyre inkább nyilvánvalóvá válik az apja szerepe a gengszterré válásában, de még inkább az anyjáé, Liviáé, aki manipulatív és esetleg elmebeteg is volt. Fény derül a feleségével, Carmelával való bonyolult kapcsolatára, csakúgy mint Carmela érzéseire a férje cosa nostra kapcsolatairól. A gyermekeik, Meadow és Anthony Jr. (a továbbiakban A.J.) életéről is szó esik, akik mindketten egyre többet kezdenek sejteni az apjuk alvilági ügyleteiről. Tonynak szövetségi vádakkal kell szembenéznie annak következtében, hogy a szervezetének valamely tagja beszélt az FBI-nak, a saját nagybátyja pedig a megölését tervezgeti. Miután elrendelik Brendan Filone kivégzését és megrendezik Chris Moltisanti látszatkivégzését, Tony nagybátyja, Junior lesz a család feje (a korábbi főnök, Jackie Aprile, Sr. halálát követően, aki rákban hal meg), azonban az ügyeket valójában Tony irányítja a háttérből. Dühös Juniorra, amikor megtudja, hogy meg akarta Őt öletni és erőszakos cselekedettel torolja meg, valamint szembeszáll az anyjával, aki szintén részt vett az ellene irányuló összeesküvésben. Livia pszichológiai eredetű álsztrókot kap. Juniort letartóztatja az FBI.

### Második évad
A második évad elején Jackie bátyját, Richie Aprile-t kiengedik a börtönből, aki irányíthatatlannak bizonyul az üzleti ügyeket illetően, és viszonyt kezd Tony nővérével Janice-szel, aki Seattle-ből érkezett haza. Tony barátja, „Big Pussy” visszatér New Jerseybe a váratlan eltűnése és távolléte után.
Christopher Moltisanti többéves kapcsolat után eljegyezte a barátnőjét, Adriana La Cervát. Matthew Bevilaqua és Sean Gismonte, a két zongoracipelő elégedetlen a munkájuk szervezeten belüli elismerésével, és megpróbálnak nevet szerezni maguknak azzal, hogy megkísérlik megölni Christophert. A tervük visszafelé sül el, Christopher túléli a támadást (bár súlyosan megsebesül), és önvédelemből megöli Seant, Tony és Big Pussy pedig hamarosan elintézik Matthew-t is.
Tony rájön, hogy az FBI informátora. Tony, Silvio Dante és Paulie Walnuts megölik Pussyt egy jachton, majd láncokat tekernek rá és a tengerbe dobják.
Juniort házi őrizet alá helyezik a tárgyalásáig. Richie-t zavarja, hogy Tony mondja meg neki mit tegyen, ezért arra kéri Juniort, hogy ölesse meg Tonyt. Junior érdeklődést színlel, majd értesíti Tonyt Richie szándékairól, ezzel Tony egy újabb megoldandó problémát vehetett a nyakába. Azonban az ügyet Janice oldja meg váratlanul, amikor megöli Richie-t egyik veszekedésük közben. Tony, a gyilkosság minden bizonyítékát eltünteti az emberei segítségével, Janice pedig visszamegy Seattle-be.

### Harmadik évad
A harmadik évadban az ambiciózus Ralph Cifaretto tér vissza egy hosszú floridai távollétéből. Belegabalyodik Rosalie Aprile-be, a volt főnök, Jackie Aprile, Sr. özvegyébe. A személyes gyűlölete és az ártalmas viselkedésével szembeni (Ralph meggyilkolt egy sztriptíztáncost a Bada Bing! mögött, ezzel arra ösztönözve Tonyt, hogy megverje Őt, amivel megszegte a maffia szabályzatának tagok közötti viselkedésére vonatkozó részét) fenntartásai ellenére Tony előlépteti kapitánynak a munkában elért sikerei miatt. Meadow, aki immár a Columbia Egyetem első éves tanulója, randevúzni kezd Noah Tannenbaummal, aki többnemzetiségű; ezzel Tony rasszista haragjának céltáblájává válik, végül Noah szakít Meadow-val.
Jackie Aprile, Jr. összejön Meadow-val, majd egyre jobban belegabalyodik a drogok és bűnök szövevényes hálójába. Tony eleinte igyekszik Jackie mentora lenni, de egyre türelmetlenebbé válik a különösen illetlen viselkedése miatt, főleg mivel a Meadow-val folytatott viszonya egyre komolyabbá válik. Tony tanácsai – és figyelmeztetése – ellenére Jackie kihúzza a gyufát egy balul sikerült rablási kísérlettel, amit Ralph kártyapartiján követ el. Tony úgy dönt Ralph-ra bízza, hogy milyen büntetést szán Jackie Jr.-nak. Annak ellenére, hogy Ő Jackie Jr. mostohaapja, végül úgy dönt, hogy megöleti.
Livia sztrókban meghal. Tony viszonyt kezd Gloria Trillóval, aki szintén Dr. Melfi páciense. A kapcsolatuk rövid és viharos. Közben Dr. Melfit megerőszakolják. Juniornál gyomorrákot diagnosztizálnak, a kemoterápia hatására átmeneti javulást mutat. A.J. ismét bajba keveredik az iskolában, és a futballcsapattal elért sikerei ellenére, ezúttal kicsapják.

### Negyedik évad
A negyedik évadban New York főnökhelyettese, Johnny Sack dühbe gurul, miután a tudomására jut Ralph ízléstelen vicce, aminek a felesége volt a célpontja. Engedélyt kér, hogy megtorlásul megölhesse Ralphfot, de nem kapja meg; végül a kettejük közötti feszültség elcsendesül. Később Tony hirtelen haragból megöli Ralphfot, mivel úgy gondolja Ralph ölte meg Pie-O-My nevű versenylovukat, egy istállótűzben.
Bobby Baccalieri feleségének halálát követően, Janice romantikus kapcsolatot kezdeményez Bobbyval. Christopher drogfüggősége súlyosabbá válik, ami arra készteti a barátait és a családját, hogy egy összejövetelt szervezzenek, amivel végül sikerül meggyőzniük Christophert, hogy drogelvonóra menjen. Adriana új barátnőt szerez magának, aki valójában egy FBI-ügynök; amikor Adriana hirtelen megszakítja a kapcsolatukat, beviszik kihallgatni és arra kényszerítik, hogy az informátoruk legyen. Juniort perbe fogják szervezett bűnözésben való részvétel és korrupció vádjával, amelyet végül elvetnek.
Carmela kapcsolata feszült Tonyval, mivel aggódik a pénzügyeik valamint Tony hűtlenkedései miatt. Carmela és Furio Giunta kölcsönösen vonzódnak egymáshoz. Azonban a maffiavezér feleségéhez fűződő gyengéd kapcsolatának következményeitől tartva, Furio váratlanul hazatér Olaszországba, ezzel teljesen elkeserítve Carmelát. Miután Tony volt szeretője részegen felhívja Carmelát a házukban és elmeséli a részleteket, Carmela kidobja Tonyt. Johnny Sack megkeresi Tonyt egy javaslattal, hogy öljék meg Carmine Lupertazzit, ám Tony elutasítja.

### Ötödik évad
Az ötödik évadban Tony unokatestvére, Tony Blundetto szabadul a börtönből, más maffiózókkal együtt. Carmine váratlanul meghal, és mivel még nem jelölte ki az utódát, ezért New Yorkban hatalmi harcok alakulnak ki Carmine Jr és Johnny Sack között. Annak ellenére, hogy Blundetto megpróbál jó útra térni, mégis összetűzésbe kerül Tony parancsaival. Amikor Blundetto megöli Phil Leotardo testvérét, Johnny Sack arra kéri Tonyt, hogy adja át neki Blundettót. De Tony ezt nem teszi meg és ezzel felbosszantja a New York-i családot, végül úgy dönt Ő maga intézi el Blundettót, minthogy kínzásoknak tegye ki az unokatestvérét.
Tony és Carmela továbbra is külön élnek: Tony a szülei régi házában lakik a gyerekkori barátjával, Artie Buccóval, akit szintén elhagyott a felesége. Carmela, aki így az egyedüli, aki felügyel A.J.-re a Soprano-házban, csalódott, hogy a fia nem hallgat rá, ezért végül megengedi A.J.-nek, hogy az apjához költözzön. Futó kalandja van Robert Weiglerrel, aki A.J. iskolai tanácsadója, de Robert hirtelen szakít vele, amikor megsejti, hogy Carmela csak kihasználja, hogy feljavítsa A.J. jegyeit. Tony és Carmela kibékülnek; Tony megígéri, hogy sokkal megfontoltabb lesz, és megvásárol egy telket Carmelának, amit szeretne beépíteni.
Adriana továbbra is FBI-informátorként dolgozik. Miután belekeveredik egy gyilkosságba a saját klubjának irodájában, a szövetségi ügynökök ultimátumot adnak neki: beszélje rá Christophert is az együttműködésre, vagy mehet a börtönbe. Bevallja a titkát Christophernek, aki kezdetben dühös rá, majd úgy tűnik belemegy, hogy belép a tanúvédelmi programba. De meggondolja magát, és elmondja Tonynak a dolgot. Tony, Christopher beleegyezésével, Silvióval megöleti Adrianát. Tony megkeresi Johnny Sacket, hogy véget vessenek a két család közötti vérontásnak, és inkább az üzletre koncentráljanak. Amikor találkoznak Johnnyt letartóztatja az FBI, Tony meglép.

### Hatodik évad
A hatodik szezon elején az immár szenilis és zavart Junior lelövi Tonyt. Az altatásban tartott Tony azt álmodja, hogy Ő egy üzleti úton lévő ügynök, ahol véletlenül elcseréli az aktatáskáját, és a személyazonosságát egy Kevin Finnerty nevű férfival. A sérüléséből való felépülése után megváltozik Tony szemléletmódja, és megpróbál jó útra térni. Ugyanakkor több problémával kell szembenéznie az üzleti ügyeinél. Vito Spataforéról kiderül, hogy meleg, és Phil Leotardo (aki a New York-i család főnökeként viselkedik, mivel Johnny Sack börtönben van) sürgeti Tonyt, hogy oldja meg a problémát. De mivel Tony nem tesz semmit, Phil közbelép és megöli Spataforét. Tony családja egy másik gyilkossággal bosszulja ezt meg, és úgy tűnik a családok ismét a háború szélén állnak.
Tony fontolóra veszi, hogy megöli néhány emberét viszonylag kis szabályszegésekért. Christopher nem tudja elhagyni a maffiát, problémái elől újra a drogokba menekül és megöli az Névtelen Drogfüggőknél szerzett barátját. Christopher súlyosan megsérült egy autóbalesetben, amit ő okoz, mivel kábítószer hatása alatt vezet. Tony, az egyetlen utasa, csak könnyebben sérül meg, átsegíti Christophert a túlvilágra. A.J.-t kidobja a menyasszonya és depresszióba esik, ami egy sikertelen öngyilkossági kísérletben csúcsosodik ki a házuk medencéjében. Dr. Melfit meggyőzik a barátai, hogy Tony nem mutat javulást, és talán éppen a saját antiszociális előnyére használja a terápiát. Így aztán befejezi Tony kezelését.
Johnny Sack tüdőrákban meghal a börtönben, Leotardo pedig megerősíti a pozícióját a Lupertazzi családban. A vetélytársát megöleti és immár hivatalosan is átveszi az irányítást. A múltbéli viszályaik folytatásaként Phil nem hajlandó megegyezni Tonyval egy szemétüzletben. Amikor Tony megtámad egy Lupertazzi-katonát, aki zaklatta Meadow-t egy randiján, Phil kihasználja a bosszú lehetőségét. Phil utasítást ad Bobby Baccalieri, Silvio és Tony kivégzésére: Bobbyt agyonlövik, Silvio túléli a támadást, de kómába esik, Tonynak pedig sikerült elrejtőznie. Összehoznak egy tárgyalást Phil nélkül, ahol megegyeznek a Lupertazzi család többi tagjával, hogy nem hajtják végre Phil utasítását, és lehetőséget adnak Tonynak, hogy megkeresse Philt. Egy FBI-ügynök tájékoztatja Tonyt Phil hollétéről, Tony pedig megöleti. Phil halálával valószínűleg megszűnt a New York-i fenyegetés, és Tony, Carmela, Meadow és A.J. összejönnek egy alkalmi vacsorára.
|  | Itt a vége a cselekmény részletezésének! |

## Témák és jellegzetességek
A sorozat hat szezonja alatt Chase és írótársai nagyszámú pszichológiai, filozófiai, szociális és politikai témáról és motívumról írtak.

### Az álmok
A Maffiózók egyik jellegzetességei az álomjelenetek. Chase, a legtöbb álomjelenet írója így beszél róluk: „A narráció kiterjesztésére használtuk az álmokat. Például a Funhouse című rész lehetett volna az amelyikben Tony információkat kap arról, hogy Pussy a tégla. Tony lenyomozza, majd csinálunk pár dolgot, amivel nevetségessé tesszük, amíg nincs bizonyítéka. De egyszerűen ki nem állhattam ezt a verziót. Tehát végül úgy döntöttünk sokkal érdekesebb lenne, ha Tony valamilyen szinten tudná, hogy a barátja elárulja Őt, és ez megbetegíti Őt, egy kis romlott csirke kíséretében, és a tudatalattija így reagál, és eljuttatja hozzá az információkat.” Az álomjelenet abból áll, hogy Tony beszél Big Pussyval, akit egy hal személyesít meg, és rájön, hogy a barátja FBI-informátor. Egy másik híres álomjelenet a The Test Dream című részben található, és több mint 20 perc hosszú.
A hatodik évad tartalmazza a leghosszabb egybefüggő álomjelenetet, amiben Tony egy átlagos férfi, aki véletlenül összecseréli a személyazonosságát egy Kevin Finnerty nevű férfival. Az álomban Tony egy Costa Mesa (Kalifornia állam) nevű városban reked, ahova üzleti ügyben utazott, és az elcserélt aktatáska miatt nem tud hazautazni. Finnertyt óvatos, törvénytisztelő üzletemberként ismerjük meg. A jelenet során van egy emlékezetes veszekedése buddhista szerzetesekkel, egy közeli kolostorban.

### A maffiózók ostobasága
A sorozatban szereplő maffiózókat keménynek, eszesnek és az alvilági életben jártasnak ábrázolják, de emellett igencsak híján vannak az intézményes oktatásnak, és csak korlátozottan értik meg saját magukat és a saját világukat. A maffiózók oktatási és nyelvi elmaradottsága, főleg Paulie Walnuts és Christopher esetében, gyakori humorforrás. Maguk a karakterek gyakran megfeledkeznek arról, hogy népetimológiásan összekevernek és félreértenek a történelemhez és az általános műveltséghez kapcsolódó fogalmakat.
A gengszterek hozzá nem értése valamilyen módon a sorozat minden egyes részében bemutatásra kerül. Néhány a legemlékezetesebbek közül:
- A Pine Barrens című epizód nagy része Paulie és Christopher hibáiról szól, miközben megpróbálnak túlélni egy napot és egy éjszakát egy havas erdőben, miután eltoltak egy kivégzést. Ebben a részben Christopher történelmi műveltségének hiányára is fény derül, amikor kifejezi azzal kapcsolatos hitetlenségét, hogy a kubai rakétaválság valóban megtörtént: „Az igazi volt? Láttam a filmet, de baromságnak tartottam.”
- Bobby Baccalieri kihozza a sodrából Tonyt, amikor a világ történéseiről és bibliai jóslatokról beszélve tévesen azt állítja: „Quasimodo az egészet megjósolta.” Tony ekkor kijavítja, hogy az Nostradamus volt, míg Quasimodo a Notre Dame-i toronyőr neve. Baccalieri folytatja a beszélgetést, megemlítve a Notre Dame Fighting Irish amerikaifutball-csapat csatársorát, azt gondolva, hogy a toronyőr (hunchback) olyan, mint egy futójátékos (halfback).
- Bár Tony sokkal intelligensebb az embereinél, mégis gyakran kever össze szavakat és ismétel dolgokat, amiket Dr. Melfitől hallott, csak éppen rosszul használja vagy nem érti meg a lényegüket. A leggyakoribbak: „a bosszú olyan, mint a hidegtál” (ami a „a bosszú hidegen tálalva a legjobb” elferdítése), és úgy ejti a l’amour fou kifejezést (francia kifejezés, a jelentése „őrült szerelem”), hogy „our mofo”.
- „Little Carmine” Lupertazzi káprázatos szónoklatai állandó humorforrást jelentenek a nézők számára. Gyakran próbálkozik metaforákkal – egyszer pl. azt mondja Tonynak: „A szakadék szélén állsz, Tony, egy hatalmas útelágazásnál.” „Kilenc képem van az alfajom alatt” – mondja a filmje gyártásáról. A Cleaver című fiktív maffia/hentesfilm utolsó jelenetét pedig úgy jellemzi, mint „a szentséges és a propán keverékét”.

Ezzel ellentétben néhány maffiózót – a szabály alóli kivételként – okosnak és értelmesnek mutatnak be. Johnny Sack, Ralph Cifaretto és Tony Blundetto mind igen intelligens (Blundettónak állítólag 158-as IQ-ja van) és viszonylag érthetően beszél, ritkán kever össze dolgokat, bár Cifaretto szociális készségei alulfejlettek, és híján van minden tapintatnak.

### Kapcsolatok és utalások

#### Nagymenők (Goodfellas)
Chase elmondta, hogy a Martin Scorsese által rendezett Nagymenők (Goodfellas) című film komoly inspirációt jelentett a számára, egyenesen a Bibliájának hívja az 1990-es filmet.
A Maffiózók négy olyan szereplővel rendelkezik a kezdeteknél (Lorraine Bracco, Michael Imperioli, Tony Sirico és Vincent Pastore), akik a Nagymenők (Goodfellas) című filmben is feltűntek. Joseph Gannascoli, akit a filmben egy rövid időre láthatunk mellékszereplőként, a sorozatban Vito Spataforeként jelenik meg a második évadtól. Majd később Frank Vincent is csatlakozott a sorozathoz Phil Leotardo szerepében, mint újabb Nagymenők-szereplő. A sorozat sok más visszatérő vagy mellékszereplője szerepelt korábban a Nagymenők (Goodfellas) című filmben is. Összességében 27 színész szerepelt mindkét produkcióban. A Nagymenők (Goodfellas) sztárja, Ray Liotta volt kezdetben a kiszemelt Tony Soprano szerepére. Később azonban Liotta visszautasította Ralph Cifaretto szerepét is.
A sorozat utalásokat is tesz a filmre. Például a Nagymenők (Goodfellas) című filmben Michael Imperioli karakterének, Spidernek belelőnek a lábfejébe. A Maffiózók The Legend of Tennessee Moltisanti című részében, a karaktere Christopher Moltisanti belelő egy bolti eladó lábfejébe. Majd mikor az eladó fájdalmában felkiált: „Te belelőttél a lábfejembe!”, Christopher így válaszol: „Megesik.” A Nagymenők (Goodfellas) című filmben Lorraine Bracco karakterét zaklatják, majd elmondja a férjének, Henry Hillnek, aki ellátja a zaklató baját; a Maffiózók-beli a karakterét, Dr. Melfit megerőszakolják, de nem árulja el Tonynak.

#### A Keresztapa (The Godfather)
A Maffiózók számtalan dologban kapcsolódik a Francis Ford Coppola-féle Keresztapa-trilógiához. A sorozat sok szereplője azonos a három filmben szereplő színészekkel; a legjelentősebb Dominic Chianese, aki Junior Sopranót játssza a sorozatban, és Johnny Olát a Keresztapa II. részében.
Továbbá világossá válik, hogy a Maffiózók karakterei nagyon jól ismerik és szeretik a filmeket, olyannyira, hogy az egymás közötti párbeszédeikben gyakran utalnak valamelyik filmre, annak csak a számát említve (az első részt „Egy”-nek nevezik például). A sorozat elején Silvio Dante néha Al Pacino, mint Michael Corleone benyomását kelti. Nyilvánvaló Tony vonzalma is a film iránt: mikor az emberei a II. rész egy kalóz DVD-jét nézik az Olaszországba utazásuk előtt, akkor elmondja, hogy a kedvenc része a trilógiából az, amikor a II. részben Vito Corleone hazatér Olaszországba. A hatodik évadban A.J. megpróbálja megölni Juniort, azt állítva, hogy Tony egyik kedvenc jelenete a Keresztapában az, amikor Michael Corleone bosszút áll az apjáért.
A kritikusok számtalan nyilvánvaló és szimbolikus tiszteletadást és utalást találtak a Keresztapára a sorozatban. Például, az első évadban, amikor két férfi megpróbálja megölni Tonyt, miután ő épp egy üveg narancslevet vett; ez a Keresztapa I. részére utal, amikor Vito éppen narancsot vásárol mielőtt rálőnek. Továbbá Livia Soprano halálát követően a harmadik évadban van egy jelenet, van egy jelenet, ahol Tony liftbe száll, és lemegy a ravatalozó pincéjébe, ahol a temetkezési vállalkozó biztosítja róla, hogy "minden erejét és képességét" latba veti majd Livia helyett. A jelenet közvetlenül tiszteleg A Keresztapa c. film előtt, ahol Vito felkeresi Bonaserát, és szívességet kér tőle a fia, Santino meggyilkolása után.
Peter E. Bondanella író vitatja, hogy a sorozatnak a klasszikus maffiózófilmre tett utalásai többet jelentenének egyszerű paródiánál vagy tiszteletadásnál. Azt mondja, hogy Chase „okosan használja fel a Coppola-remekmű utalásait, arra, hogy örömöt szerezzen nekünk, amikor felfedezzük őket, és arra, hogy további mélységet adjon a saját történeteinek.

### Termékelhelyezés
A Maffiózók következetes volt a létező márkanevekkel rendelkező termékek gyakori bemutatásával kapcsolatban. Ez a gyakorlat fizetett hirdetésként széles körben elterjedt a médiában. A sorozat producerei azonban azt mondják, hogy soha nem kaptak pénzt azért, hogy az adott termékeket szerepeltessék a produkcióban, bár a megjelenő termékeket, többek között a jófajta borokat és számítógépeket gyakran ingyen kapták meg. A valós márkákat azért használták, hogy ezzel is életszerűbbé tegyék a sorozatot a nézők számára.

## A sorozat fogadtatása

### Kritikai visszhangok
A kritikusok úgy szokták jellemezni a Maffiózókat, mint minden idők egyik legjobb és legforradalmibb sorozatát. A Vanity Fair munkatársa, Peter Biskind úgy tartotta, hogy „talán korának legnagyobb popkulturális mesterműve”. A The New Yorker szerkesztője, David Remnick a sorozatot „a televíziózás történetének legnagyszerűbb eredményének” nevezte. A TV Guide a Maffiózókat az 5. helyen rangsorolta a „Minden idők 50 legjobb tv-sorozata” elnevezésű listáján. 2007-ben a brit tulajdonú Channel 4 a Maffiózókat minden idők legjobb sorozatának nevezte. A sorozat szerepelt a TIME magazin „Minden idők 100 legjobb tv-sorozata” listáján is, és a szerkesztő, James Poniewozik így írt róla: „ez a maffia-családregény megmutatta, hogy mennyire összetett és magával ragadó tud lenni egy tv-sorozat. Akár arra is képes lehet, hogy a nyomdokain igényes kábel- és kereskedelmi televíziós sorozatok jöjjenek létre.”
A sorozat első évada elsöprően pozitív kritikát kapott. Az eredeti, 1999-es sugárzást követően a The New York Times a következőt írta róla: „[a Maffiózók] az elmúlt 25 év amerikai popkultúrájának talán legjobb alkotása.” 2007-ben a PopMatters így írt: „a Maffiózók első évada továbbra is az amerikai televíziózás koronás fője marad.”
Gyakran zengtek ódákat az írói, színészi és rendezői munkáról. A sorozat számottevő figyelmet kapott a kritikusoktól és újságíróktól a zeneválasztásokért, a fényképezésért és azért, mert bonyolult témákkal foglalkozott.
A Maffiózók számtalan, a sorozattal foglalkozó tudományos könyvet inspirált, többek között a This Thing of Ours: Investigating és a Reading The Sopranos: Hit TV from HBO című írásokat (mindkettő David Lavery tollából), mint ahogy a Regina Barreca írását, az A Sitdown with The Sopranost és Maurice Yacowar The Sopranos on the Couch című művét.

### Díjak
A Maffiózókat, amíg ment, minden évben jelölték Emmy-díjra a legjobb drámai sorozat kategóriában. Miután a jelöléseket nem tudta díjra váltani 1999 és 2001 között, valamint 2003-ban sem (először az Ügyvédek (The Practice) verte meg, majd az utóbbi 3 alkalommal Az elnök emberei (The West Wing)), a Maffiózók végül 2004-ben majd 2007-ben tudott nyerni – ezzel az első kábeltelevízió által készített sorozat volt, amely elnyerte a díjat. 2007-es győzelmével a Maffiózók az első dráma sorozat volt az Upstairs, Downstairs 1977-es győzelme óta, amely a vetítése után nyerte meg. A sorozat 21 jelölést kapott a legjobb drámai sorozat kategóriában, és hatszor nyert.
A Maffiózók minden évadban nyert legalább egy színészi Emmy-díjat, a 2006 és 2007-es évadot kivéve. James Gandolfini és Edie Falco egyaránt öt jelölést kaptak a legjobb férfi és női főszereplő kategóriákban, és háromszor el is nyerték. Joe Pantoliano 2003-ban a legjobb férfi mellékszereplő kategóriában nyert, Michael Imperioli és Drea de Matteo is nyertek mellékszereplőként Emmy-díjat 2004-ben. További színészek, akiket Emmyre jelöltek a sorozatból: Lorraine Bracco (legjobb női főszereplő, ill. mellékszereplő kategóriákban), Dominic Chianese, Nancy Marchand, Aida Turturro, Steve Buscemi (akit a Pine Barrens című epizód rendezéséért is jelöltek), Tim Daly, John Heard és Annabella Sciorra.
2000-ben és 2001-ben a Maffiózók két George Foster Peabody-díjat is elnyert, amit sokan a legrangosabb televíziós díjnak tartanak. Csak két más sorozat volt képes egymás után kétszer elnyerni a díjat: a Miért éppen Alaszka? (Northern Exposure) és Az elnök emberei (The West Wing). A sorozat számtalan Arany Glóbusz-jelölést (2000-ben elnyerte a legjobb drámai sorozatnak járó díjat) és céhes jelölést (rendezői, produceri, írói és színészi) tudhat a magáénak.

### Viták
A sorozatot gyakran kritizálták az olasz-amerikaiakról szóló sztereotípiák állítólagos megörökítéséért. 2000-ben Essex megye hatóságai visszavonták a producerek engedélyét a filmezésre a megye tulajdonában lévő épületekben, és azzal érveltek, hogy a sorozat az olasz-amerikaiakat "kedvezőtlen színben tünteti fel." A sorozat a 2002-es Christopher című részt az olasz-amerikai témának szentelte, amiben a New York-i éves Kolumbusz-napi parádéról is szó esik. Ugyanebben az évben, a Maffiózók szereplőgárdáját eltiltották a parádé szervezői az igazi eseményen való részvételtől.
Chase megvédte a sorozatot, elmondta, hogy a sztereotípiák nem minden olasz-amerikaira vonatkoznak, hanem csak egy alvilági rétegükre.